# 法定再開発
法定再開発（ほうていさいかいはつ）とは、日本で都市の再開発のうち、都市再開発法に定める市街地再開発のことを指し、同法に基づく事業の場合に呼ばれる。

## 再開発事業
市街地再開発事業は、再開発のうち都市計画法と都市再開発法の規定にしたがって行われる市街地の開発事業で、道路や公園などの公共施設の整備をともない、公共や公的セクターなどが担う。権利変換方式を使う第1種と、収用方式（管群処分方式）による第2種がある。都市再開発事業という場合、既存で建物や施設が集積している地域において、建築物を取り壊したり、修復・建替えするなどで環境の改善を図ることを意味する。
一体的かつ総合的な市街地の再開発または開発整備を実施すべき区域として、再開発地区計画（さいかいはつちくけいかく）を実施し計画により建築物の容積率等の制限などを定める制度も活用された。この制度は2002年の都市計画法改正により再開発等促進地区（さいかいはつすいしんちく）に再編された。これは都市再開発法第2条の3第1項第1号にある1号市街地のうち、一体的かつ総合的に市街地の再開発を促進すべき相当規模の地区としたもので、地元の間発への気運の高まりや実現の見過し、緊急の整備の必要性、整備による広域的な波及効果等により選定し開発を実施する。都市再開発指針に定められた地区指定では2号地区としている。また密集市街地における防災街区の整備の促進に関する法律第三章などに防災再開発促進地区の区域における建築物の建替え等の促進がうたわれている。

### 促進区域
なお、都市計画法節10条の2に定められた区域を促進区域といい、これは事業条件を満足して事業化の可能性もあるがすぐに事業着手が行われないという区域で、助成や建築制限の抑制によって、ある期限内に一定の土地利用目標の実現を義務づける制度である。現在、土地区画整理促進区域、住宅街区整備促進区域、市街地再開発促進区域、第1種市街地整備土地区画整理促進区域の4つがある。

## 用途複合
大規模再開発においては、住宅、商業、業務など、異なる目的をもった施設を従前権利および市場ニーズや事業コンセプトにあわせて建設することがある。用途複合とはいくつかの異なる用途が集まったもので、これは構造や設備が施設内谷によって異なるため、立体的にゾーニングして区分することが多い。「複合用途」「機能複合」ともいう。
都心部の住居商業併存地域における住宅供給を促進するため、住宅を設けた場合に容積率を緩和する地区計画制度に用途別容積型地区計画があり、人口空洞化の認められる都心部や木造密集住宅市街地の更新に活用されている。

## ゾーニング
都市計画においては、用途地域地域地区に代表されるように、地域ごとに土地利用、建物利用の規制を行うためのコントロール手法を定めている。ゾーニングは地域に適さない開発や建設を排除することで、良好な地域環境を生み出し都市整備することを目的としている。ゾーニングは大きくは住居系、商業系、工業系、緑地の4つに区分される。実際には産業ごとの業務区分が曖昧で混在している都市が多い。混在することで賑わい効果もあるとされる見解もあるが、必ずしも望まない環境に住宅が建設される場合もみられ、また景縦形成と連携していない場合もあり、今日では的確な運用方針が必要であると考えられている。
地方分権の影響もあり、近年都市政策分野では自治体全体からなるユークリッドゾーニングを基本とする地域計画や、設計等による害悪排除的ゾーニングではなく、地域に過した地域社会創造のための創造価値ゾーニング手法が必要になるともみられている。